# Marcel Brache
Pour les articles homonymes, voir Brache.
Pas d'image ? Cliquez ici

a Compétitions nationales et continentales officielles uniquement.

b Matchs officiels uniquement.
Dernière mise à jour le 5 août 2024.
Marcel Brache, né le 15 octobre 1987 à Los Angeles (États-Unis), est un joueur de rugby à XV international américain évoluant au poste de centre, d'ailier ou d'arrière. Il joue avec la franchise du Legion de San Diego en Major League Rugby depuis 2023.

## Carrière

### En club
Né à Los Angeles mais élevé en Afrique du Sud au Cap, Marcel Brache est formé à l'académie locale de la Western Province, avec qui il fait ses débuts professionnels en 2010,. En 2010 et 2011, il dispute la Varsity Cup (en) (championnat universitaire sud-africain), avec l'équipe des UCT Ikey Tigers,. En juin 2012, il fait une apparition avec la franchise des Stormers en Super Rugby.
Il quitte l'Afrique du Sud en 2014 pour rejoindre l'Australie et la franchise de la Western Force évoluant également en Super Rugby,. Plus tard en 2014, il rejoint également l'équipe de Perth Spirit pour disputer le NRC,. En 2017, quand la Western Force est écartée du Super Rugby, il reste malgré tout fidèle à son équipe qui rejoint le nouveau championnat Global Rapid Rugby.
En 2021, après une dernière saison avec la Western Force lors de son retour en Super Rugby, il n'est pas conservé par la franchise.
Sans contrat, il décide d'aller jouer dans son pays natal, et rejoint les Gilgronis d'Austin pour la saison 2022 de Major League Rugby.
Au terme de la saison, alors que les Gilgronis sont exclus du championnat pour des raisons financières, il s'engage avec la Legion de San Diego pour la saison 2023 de MLR.

### En équipe nationale
Marcel Brache est sélectionné pour la première fois avec l'équipe des États-Unis de rugby à XV en novembre 2016, dans le cadre de la tournée d'automne en Europe. Il connait sa première sélection le 19 novembre 2016 contre l'équipe des Tonga à Saint-Sébastien.
En septembre 2019, il est retenu dans le groupe de 31 joueurs américains sélectionné pour disputer la Coupe du monde au Japon. Il dispute quatre matchs lors de la compétition.
En 2022, il est le capitaine de sa sélection lors du tournoi de repêchage qualificatif pour la Coupe du monde 2023. La sélection américaine échoue à se qualifier, au profit du Portugal.

## Palmarès

### En club
- Vainqueur de la Currie Cup en 2012 avec la Western Province.
- Vainqueur de la Vodacom Cup en 2012 avec la Western Province.
- Finaliste de Major League Rugby en 2023 avec la Legion de San Diego.

## Statistiques
- 30 sélections depuis 2016 (dont 23 titularisations)[3].
- 10 points (2 essais)
- Sélections par année : 1 en 2016, 6 en 2017, 5 en 2018, 11 en 2019, 5 en 2021, 2 en 2022.

- Participation à la Coupe du monde en 2019 (4 matchs).